# André Roy (hockey sur glace)
Pour les articles homonymes, voir André Roy et Roy.
André Roy (né le 8 février 1975 à Port Chester dans l'État de New York aux États-Unis) est un joueur professionnel de hockey sur glace qui possède la nationalité canadienne et américaine,. Il évoluait au poste d'ailier gauche.

## Carrière en club
Il commence sa carrière professionnelle de joueur de hockey dans la Ligue de hockey junior majeur du Québec en jouant pour les Harfangs de Beauport, aujourd'hui connus sous le nom de Remparts de Québec, en 1993-1994 avant de rejoindre les Saguenéens de Chicoutimi.
Il est alors choisi par les Bruins de Boston de la LNH au cours du repêchage d'entrée dans la LNH 1994 en sixième ronde (151e choix) mais il continue tout de même à jouer dans la LHJMQ pour les Saguenéens puis pour les Voltigeurs de Drummondville. Pour la saison 1995-1996, il joue pour l'équipe réserve des Bruins : les Bruins de Providence de la Ligue américaine de hockey. Au cours de la saison, il fait ses débuts dans la LNH mais ne joue que trois matchs.
Les saisons suivantes, il joue plus pour les Bruins de Providence que pour ceux de Boston avec également un passage dans l'ECHL et dans la ligue internationale de hockey.
Il faut attendre la saison 1999-2000 de la LNH et son transfert aux Sénateurs d'Ottawa pour le voir s'affirmer. Cette année-là les Sénateurs se qualifient pour les séries mais seront éliminés au premier tour.
Il reste trois saisons à Ottawa avant de rejoindre le Lightning de Tampa Bay avant la fin de la saison 2001-2002.
Il gagne la Coupe Stanley avec l'équipe 2003-2004 du Lightning, puis après le lock-out 2004-2005, il rejoint les Penguins de Pittsburgh.
En décembre 2006, les Penguins le mettent au ballotage après qu'il a joué uniquement cinq matchs et le Lightning de Tampa Bay le récupère. En juillet 2008, il rejoint les Flames de Calgary.

## Statistiques
| Saison     | Équipe                      | Ligue      |     | Saison régulière | Saison régulière | Saison régulière | Saison régulière | Saison régulière |   | Séries éliminatoires | Séries éliminatoires | Séries éliminatoires | Séries éliminatoires | Séries éliminatoires |
| Saison     | Équipe                      | Ligue      | PJ  | B                | A                | Pts              | Pun              | PJ               | B | A                    | Pts                  | Pun                  |                      |                      |
| 1993-1994  | Harfangs de Beauport        | LHJMQ      | 33  | 6                | 7                | 13               | 125              | -                | - | -                    | -                    | -                    |                      |                      |
| 1993-1994  | Saguenéens de Chicoutimi    | LHJMQ      | 32  | 4                | 14               | 18               | 152              | -                | - | -                    | -                    | -                    |                      |                      |
| 1994-1995  | Saguenéens de Chicoutimi    | LHJMQ      | 20  | 15               | 8                | 23               | 90               | -                | - | -                    | -                    | -                    |                      |                      |
| 1994-1995  | Voltigeurs de Drummondville | LHJMQ      | 34  | 18               | 13               | 31               | 233              | 4                | 2 | 0                    | 2                    | 34                   |                      |                      |
| 1995-1996  | Bruins de Providence        | LAH        | 58  | 7                | 8                | 15               | 167              | 1                | 0 | 0                    | 0                    | 10                   |                      |                      |
| 1995-1996  | Bruins de Boston            | LNH        | 3   | 0                | 0                | 0                | 0                | -                | - | -                    | -                    | -                    |                      |                      |
| 1996-1997  | Bruins de Providence        | LAH        | 50  | 17               | 11               | 28               | 234              | -                | - | -                    | -                    | -                    |                      |                      |
| 1996-1997  | Bruins de Boston            | LNH        | 10  | 0                | 2                | 2                | 12               | -                | - | -                    | -                    | -                    |                      |                      |
| 1997-1998  | Checkers de Charlotte       | ECHL       | 27  | 10               | 8                | 18               | 132              | 7                | 2 | 3                    | 5                    | 34                   |                      |                      |
| 1997-1998  | Bruins de Providence        | LAH        | 36  | 3                | 11               | 14               | 154              | -                | - | -                    | -                    | -                    |                      |                      |
| 1998-1999  | Komets de Fort Wayne        | LIH        | 65  | 15               | 6                | 21               | 395              | 2                | 0 | 0                    | 0                    | 11                   |                      |                      |
| 1999-2000  | Sénateurs d'Ottawa          | LNH        | 73  | 4                | 3                | 7                | 145              | 5                | 0 | 0                    | 0                    | 2                    |                      |                      |
| 2000-2001  | Sénateurs d'Ottawa          | LNH        | 64  | 3                | 5                | 8                | 169              | 2                | 0 | 0                    | 0                    | 16                   |                      |                      |
| 2001-2002  | Sénateurs d'Ottawa          | LNH        | 56  | 6                | 8                | 14               | 148              | -                | - | -                    | -                    | -                    |                      |                      |
| 2001-2002  | Lightning de Tampa Bay      | LNH        | 9   | 1                | 1                | 2                | 63               | -                | - | -                    | -                    | -                    |                      |                      |
| 2002-2003  | Lightning de Tampa Bay      | LNH        | 62  | 10               | 7                | 17               | 119              | 5                | 0 | 1                    | 1                    | 2                    |                      |                      |
| 2003-2004  | Lightning de Tampa Bay      | LNH        | 33  | 1                | 1                | 2                | 78               | 21               | 1 | 2                    | 3                    | 61                   |                      |                      |
| 2005-2006  | Penguins de Pittsburgh      | LNH        | 42  | 2                | 1                | 3                | 116              | -                | - | -                    | -                    | -                    |                      |                      |
| 2006-2007  | Penguins de Pittsburgh      | LNH        | 5   | 0                | 0                | 0                | 12               | -                | - | -                    | -                    | -                    |                      |                      |
| 2006-2007  | Lightning de Tampa Bay      | LNH        | 51  | 1                | 2                | 3                | 116              | 6                | 0 | 0                    | 0                    | 17                   |                      |                      |
| 2007-2008  | Lightning de Tampa Bay      | LNH        | 63  | 4                | 3                | 7                | 108              | -                | - | -                    | -                    | -                    |                      |                      |
| 2008-2009  | Flames de Calgary           | LNH        | 44  | 3                | 0                | 3                | 83               | 2                | 0 | 0                    | 0                    | 0                    |                      |                      |
| Totaux LNH | Totaux LNH                  | Totaux LNH | 515 | 35               | 33               | 68               | 1 169            | 41               | 1 | 3                    | 4                    | 98                   |                      |                      |